# Fin (Lost : Les Disparus)
Vous lisez un « bon article » labellisé en 2012.
Pour les articles homonymes, voir Fin et The End.
Fin (The End en anglais) est le titre du dernier épisode de la série télévisée Lost : Les Disparus (Perdus au Québec). Se divisant en deux parties, il correspond aux épisodes 17 et 18 de la sixième et ultime saison, et aux 120e et 121e épisodes au total.
Il est diffusé pour la première fois aux États-Unis le 23 mai 2010 à 21 h ET sur ABC, après un épisode récapitulatif de deux heures, intitulé Lost: The Final Journey. En France, il est diffusé pour la première fois sur TF1 le 23 juin 2010.
Cet épisode est écrit par Damon Lindelof, co-créateur et producteur de la série, et Carlton Cuse, lui aussi producteur. Il est réalisé par Jack Bender. Dans cet épisode, Jack, ayant repris les fonctions de Jacob, tente d'arrêter le projet de l'homme en noir, sous l'apparence de John Locke, de quitter l'île. Dans le même temps, la signification des flash-sideways est révélée.

## Résumé

### Dans lesflash-sideways
L'épisode joue sur le fait que certains protagonistes ont découvert la véritable signification de leurs flash-sideways, et que d'autres l'ignorent encore.
Alors que Kate patiente devant l'église d'Eloise Hawking, un camion d'Oceanic Airlines arrive. Desmond y récupère le cercueil de Christian Shephard, le père de Jack. Après avoir demandé au livreur de placer le corps dans l'église, il remonte dans la voiture et annonce à Kate qu'ils vont à un concert. Hurley, accompagné de Sayid, se rend à un motel, où il tire sur Charlie avec un pistolet tranquillisant, pour qu'il puisse jouer au concert. Il l'installe à l'arrière de la voiture, démarre, et mène Sayid voir Shannon, ce qui leur permet d'avoir des flashs sur leur vie passée. C'est avec l'aide de Boone qu'Hurley a organisé leurs retrouvailles.
Jin est au chevet de Sun à l'hôpital, pendant que Juliet lui fait une échographie. Ce geste permet à Jin et à Sun d'avoir des flashs leur rappelant leur vie sur l'île. Pendant ce temps, Jack se prépare à réaliser une opération sur la colonne vertébrale de Locke. Juliet et David, le fils de Jack, s'en vont au concert. L'opération s'avère être un vif succès : Locke réussit à bouger ses pieds et, dans le même temps, se souvient de son arrivée sur l'île. Près d'un distributeur automatique, James rencontre Juliet, et tous deux ont des flashs. Jack, toujours ignorant sa situation, part ensuite pour le concert.
Là-bas, Daniel rencontre Charlotte. Alors que le concert commence, Claire a des contractions, et s'éclipse en compagnie de Kate. Pendant qu'elle accouche, Charlie arrive, et tous trois ont des flashs de leur vie sur l'île.
John arrive à l'église, où il pardonne Ben de l'avoir tué. Hurley sort de l'édifice, et remercie Ben d'avoir été « un très bon Numéro deux », qui lui rend le compliment d'avoir été « un excellent Numéro un », en référence à son remplacement de Jacob sur l'île.
Jack n'arrive au concert qu'une fois celui-ci terminé. C'est Kate qui le mènera en voiture jusqu'à l'église. À l'intérieur, Jack s'approche du cercueil de son père et, en le touchant, finit par se souvenir de son passé. En ouvrant le cercueil, il constate que son père n'y est pas. Celui-ci se tient derrière lui, et Jack comprend que lui aussi est mort. En réalité, le lieu dans lequel ils se trouvent est un lieu où chacun se rend après son décès.
Jack se rend ensuite dans la pièce principale, où il retrouve bon nombre des personnes qu'il a connues sur l'île. Certains sont morts avant lui, d'autres mourront bien après lui. Jack s'assoit à côté de Kate, alors que Christian ouvre la porte de l'église, laissant entrer dans l'édifice une forte lumière blanche.

### Sur l'île

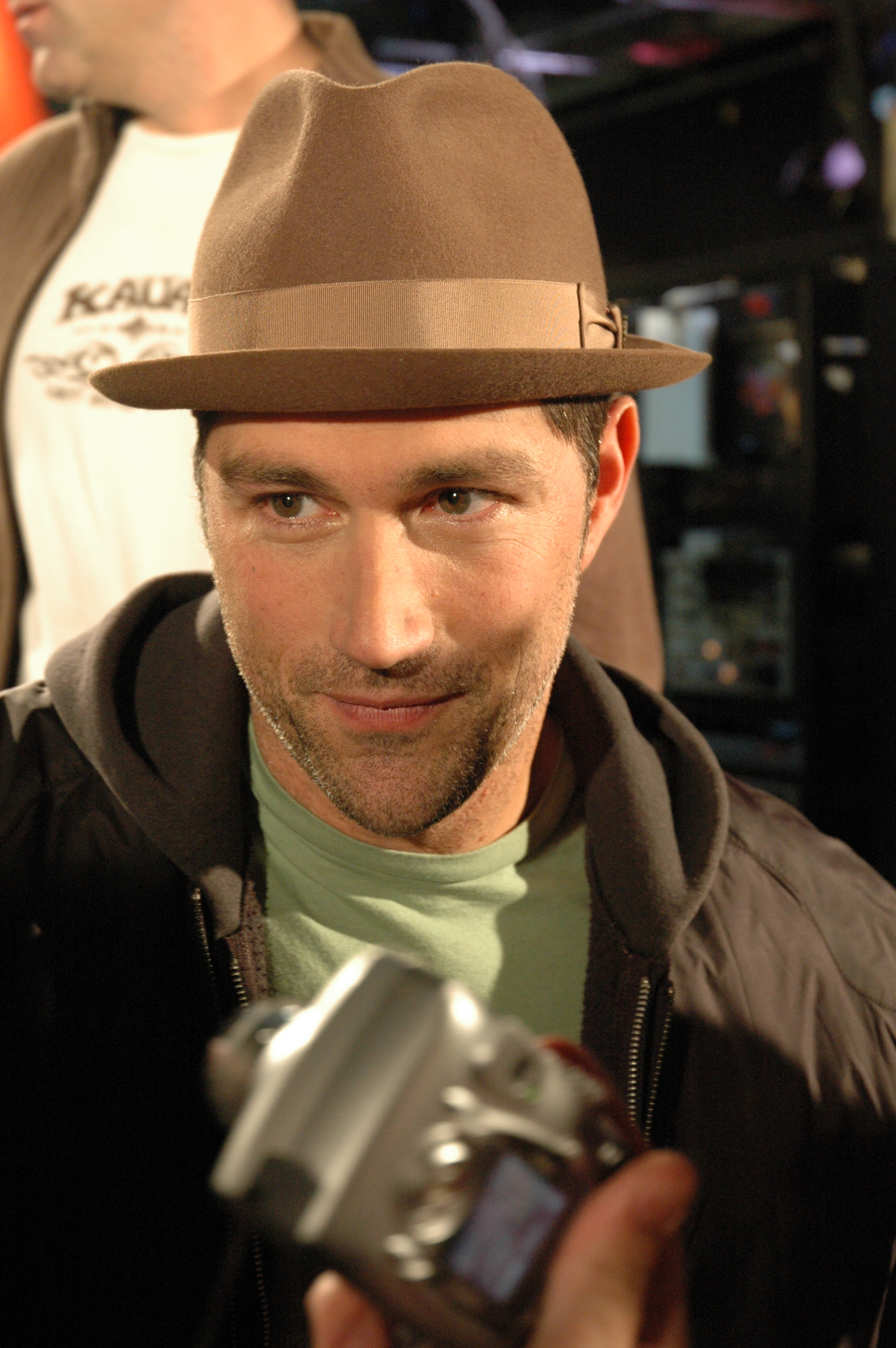
Matthew Fox, interprète de Jack Shephard.

Jack a dorénavant pris les fonctions de Jacob. Sawyer déduit que si l'Homme en noir n'a pas encore détruit l'île, c'est qu'il a besoin de Desmond. Peu avant de mourir dans le sous-marin, Sayid avait dit avoir vu Locke pousser Desmond dans un puits. Alors que Jack, Kate et Hurley se rendent à la source de l'île, Sawyer va au-dit puits. Il y rencontre Ben et l'Homme en Noir, sous les traits de Locke.
Desmond a été, en réalité, sorti du puits auparavant par Rose et Bernard. Après que Sawyer s'est enfui, Locke s'y rend et le récupère. En route vers la source, Jack et Locke se rencontrent. Au lieu d'empêcher Locke de détruire l'île, Jack annonce qu'il part avec lui. À la source, Jack et Locke aident Desmond à descendre à l'aide d'une corde. En effet, celui-ci est le seul à pouvoir y supporter l'énergie électromagnétique s'y trouvant. Il y enlève une sorte de bouchon dans un bassin, vidant l'eau de celui-ci. La lumière de la source s'éteint et l'île est alors sujette à de puissantes secousses. Cependant, avoir retiré le bouchon permettra aussi de rendre Locke mortel. Alors que celui-ci s'enfuit vers un bateau, Jack en profite pour tenter de le tuer, mais celui-ci rétorque en lui plantant un couteau dans le torse. C'est finalement Kate qui lui tirera dessus avec un fusil.
Pendant ce temps, Miles et Richard quittent les baraquements, en direction de l'île secondaire où se trouve l'avion, qu'ils comptent faire exploser. Miles retire un cheveu blanc sur la tête de Richard. Celui-ci, comprenant qu'il n'est plus immortel, sourit. Sur le chemin, ils rencontrent Frank Lapidus, rescapé de l'explosion du sous-marin, qui leur propose de quitter l'île en avion plutôt que de le détruire. Sur l'île de l'Hydre, tous trois retrouvent Claire. Frank s’attelle à réparer l'avion alors que l'île s'effondre.
Alors que Sawyer et Kate s'enfuient à bord du bateau de Locke, Hurley et Ben escortent Jack vers la source, pour que ce dernier y rebouche le bassin. Sawyer et Kate rejoignent Claire, Miles, Richard à temps, et Frank tente de faire décoller l'avion. Jack fait de Hurley son successeur, en lui donnant à boire de l'eau de la source, comme Jacob l'avait fait pour lui. Hurley propose ensuite à Ben de le seconder, et promet à Desmond de le ramener chez lui.
Pendant ce temps, Jack descend dans la caverne, et y replace le bouchon. Lorsqu'il reprend connaissance, en dehors de la source, il se dirige vers la forêt de bambous, celle-là même où il s'était réveillé trois ans plus tôt, après le crash du vol Oceanic 815. Il s'écroule, alors que Vincent, le chien, se couche près de lui. Dans le ciel, il voit l'avion d'Ajira s'envoler, et sourit. Alors que la toute première scène de l'épisode pilote montrait son œil droit s'ouvrir, la toute dernière scène de cet épisode montre son œil se fermer.

## Audiences
Aux États-Unis, cet épisode est diffusé un dimanche soir, alors que le reste de la saison était diffusé le mardi soir. La diffusion commence à 19 h avec un double épisode spécial, Lost: The Final Journey, récapitulant les six saisons de la série. À 21 h, l'épisode est diffusé sur une plage horaire de 2 h 30, suivi par une émission exceptionnelle présentée par Jimmy Kimmel. L'épisode attire 13,5 millions de téléspectateurs, soit 3,5 millions de plus que la moyenne de la saison. Les 30 dernières minutes de l'épisode voient même un pic d'audience culminer à 15,3 millions de téléspectateurs.
En France, l'épisode diffusé le 23 juin 2010 sur TF1 accueille 1,2 million de téléspectateurs, soit 26 % de part de marché. C'est la deuxième pire audience de la saison, après les épisodes 7, 8 et 9 diffusés le 26 mai 2010.

## Diffusion

### Aux États-Unis
L'épisode est diffusé le 23 mai 2010 d'abord sur la côte Est des États-Unis sur ABC et au Canada sur CTV. Puis, compte tenu du décalage horaire, l'épisode est diffusé trois heures plus tard simultanément dans neuf pays différents, et est proposé dans les services de VOD dans cinquante-neuf pays dans les 48 heures qui suivent :
L'épisode est téléchargé plus de 900 000 fois en l'espace de 20 heures suivant sa diffusion, ce qui en fait le record de téléchargement illégal pour un épisode de série sur une si courte période. C'est aussi l'épisode de série le plus téléchargé illégalement en 2010 avec près de 6 millions de téléchargements. Le spot de pub de 30 secondes coûte à l'époque 900 000 dollars, et 107 spots ont été diffusés durant la diffusion, représentant 45 minutes environ sur les 2 h 30 de diffusion.
Sur ABC, l'épisode est suivi d'une émission spéciale présentée par Jimmy Kimmel, dès 0 h 5 (heure locale). Il était annoncé que l'émission présenterait des fins alternatives à cet épisode. En réalité, ces trois films sont réalisés à titre parodique, les deux premiers reprenant les scènes de fin des séries Les Soprano et Newhart. La troisième reprend l'émission de télévision Survivor, l'équivalent américain de Koh-Lanta.

### Dans les pays francophones
L'épisode est diffusé en version française sur TF1 seulement 30 jours après sa diffusion américaine, le 23 juin 2010, ce qui est relativement exceptionnel, étant donné que le temps disponible pour le doublage est relativement court, et que la majorité des séries américaines ne sont disponibles en version française qu'après six mois à un an environ après leur première diffusion américaine. L'épisode est diffusé en Belgique le 18 juin 2010 sur RTL-TVI, le 19 juin 2010 sur TSR1 pour la Suisse et au Québec les 5 et 12 août 2010, respectivement pour la première et la deuxième partie, sur Radio Canada.

## Production

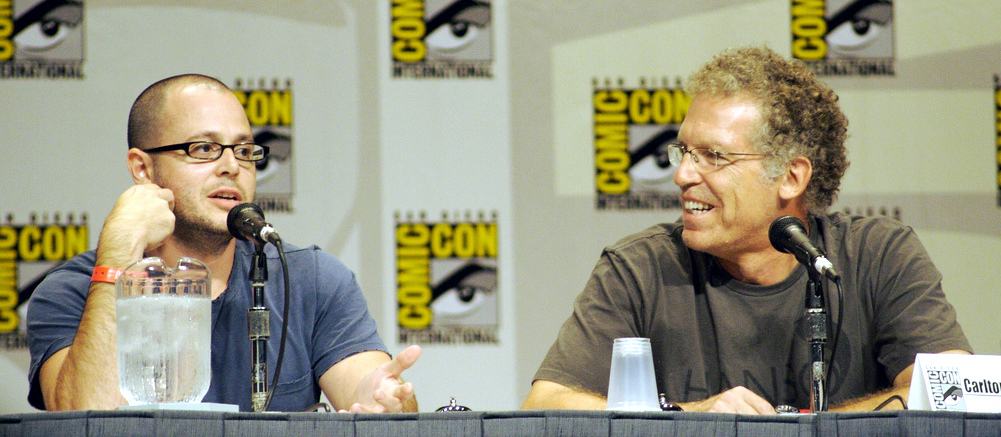
Damon Lindelof et Carlton Cuse, les deux principaux scénaristes de Lost.

Ana-Lucia, Eko, Ilana, Michael, Nikki, Paulo, et Walt sont les seuls personnages ayant fait partie des personnages principaux de la série à ne pas apparaitre dans ce double-épisode, bien qu'étant tous crédités au générique. Cependant, Walt apparait dans l'épilogue Un nouveau responsable, Michael et Ana-Lucia sont apparus un peu plus tôt dans la saison 6, tout comme Ilana, décédée au cours de cette saison. Les autres ne sont pas apparus depuis la troisième saison. L'épisode est écrit par les deux scénaristes principaux de la série, à savoir Damon Lindelof et Carlton Cuse, et réalisé par Jack Bender, ayant réalisé le plus grand nombre d'épisodes de la série. L'équipe s'est associée précédemment pour le onzième épisode de cette même saison, Ils vécurent heureux.
J. J. Abrams, showrunner et producteur de la série, ne joue aucun rôle dans la réalisation de cet épisode. Sa dernière collaboration dans la série est pour l'écriture du premier épisode de la saison 3, De l'autre côté. Saïd Taghmaoui, interprétant Caesar dans la saison 5, devait jouer un rôle important dans la fin de la série, mais l'acteur décline l'invitation, occupé par d'autres tournages. Adewale Akinnuoye-Agbaje, interprétant M. Eko, et n'étant pas apparu depuis sa mort dans la saison 3, devait apparaître dans cet épisode. Cependant, les négociations face à son salaire pour cet épisode n'ont pas abouti.

## Anecdotes
Cet épisode fait référence à de nombreuses scènes du premier épisode de la série. Lorsque Kate et Jack se disent adieu, celui-ci fait référence à leur première discussion, en disant « Je vais bien. Trouve-moi du fil, et je compterai jusqu'à cinq ». Avant d'aller s'écrouler dans les bambous, Jack passe devant une chaussure accrochée à un arbre, la même que dans le pilote. La dernière scène, où Jack ferme les yeux, reflète la toute première scène de la série, où l'on voyait ouvrir son œil droit. De plus, Vincent est présent dans ces deux scènes.
Le vitrail de l'église devant lequel se tient Christian Shephard à la fin de l'épisode présente les symboles religieux de l'islam, du judaïsme, du taoïsme, de l'hindouisme, du bouddhisme et du christianisme. Terry O'Quinn, interprète de John Locke, prononce la dernière réplique de l'épisode : « Nous vous attendions, Jack »,. Le générique de fin de cet épisode présente des images de la plage où ont vécu les survivants.
Toutes les compositions audibles durant l'épisode, réalisées par Michael Giacchino, sont présentes sur le deuxième CD de la bande originale Lost: The Final Episodes. Celui-ci comprend 23 pistes, toutes issues de cet épisode, ainsi que 2 pistes bonus. Le morceau concluant la série, intitulé Moving On, dure 7 minutes et 55 secondes.

## Impact culturel
L'épisode Fin est très attendu par la communauté de fans, la série ayant eu un fort impact culturel durant ses six années de diffusion ; le premier épisode de l'ultime saison fait même repousser un discours de Barack Obama. Cet épisode marque ainsi la fin d'une époque. Alors que les séries feuilletonnesques, telles que Desperate Housewives, Grey's Anatomy, Prison Break ou encore Heroes présentent de très bonnes audiences au point de devenir extrêmement populaires au cours des années 2000, une fois Lost terminée, petit à petit cette passion et les audiences s'effriteront. Les nombreuses tentatives pour relancer des séries du même genre après la fin de Lost se solderont généralement par des échecs. Ainsi, par exemple, Flashforward, et The Event, annoncées comme les nouveaux Lost, ne rencontreront pas le succès escompté et seront annulées après leur première saison.

### De la part de l'équipe de la série

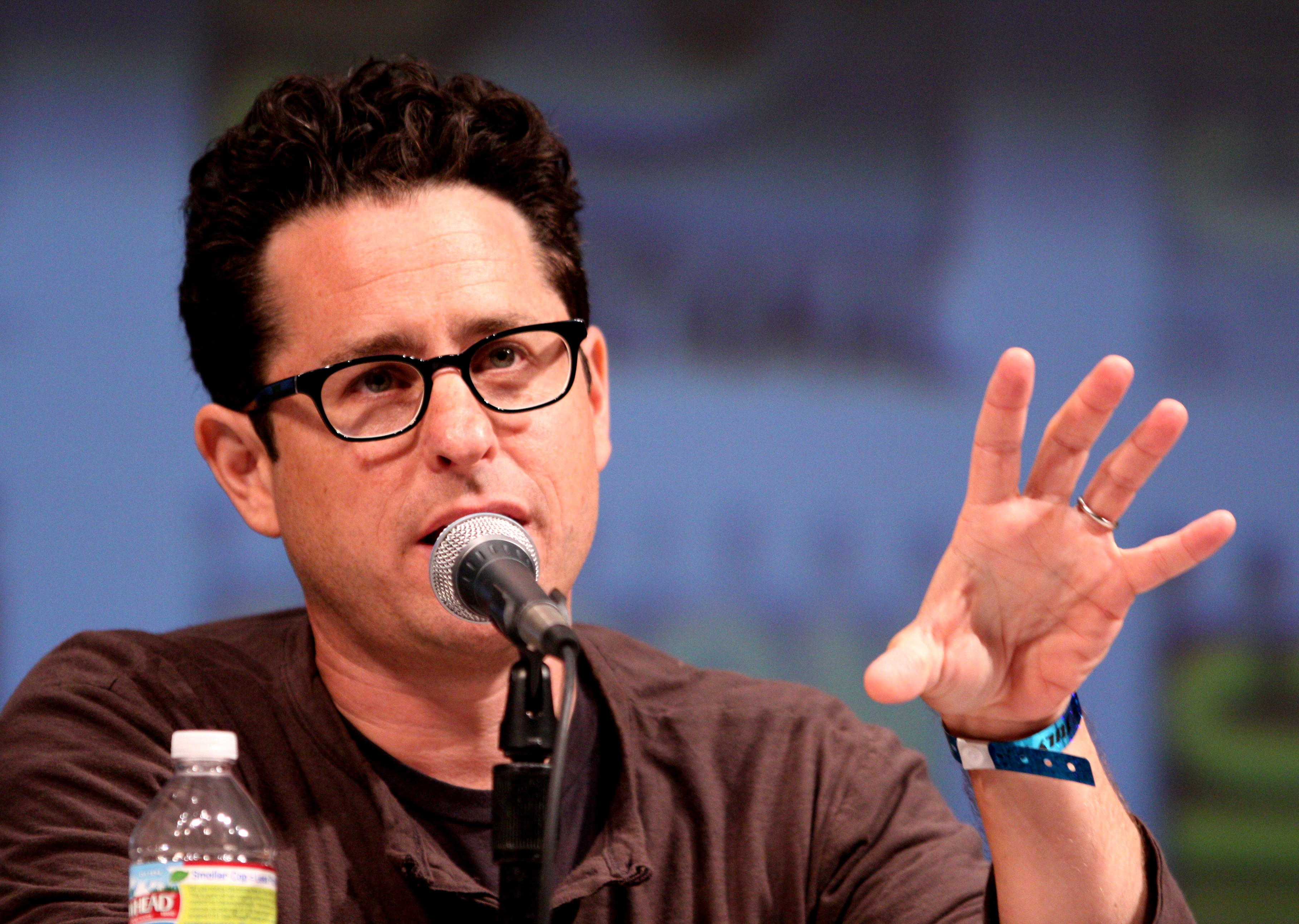
J. J. Abrams, producteur de Lost.